# Kościół Jezusa Chrystusa Świętych w Dniach Ostatnich (Strangici)

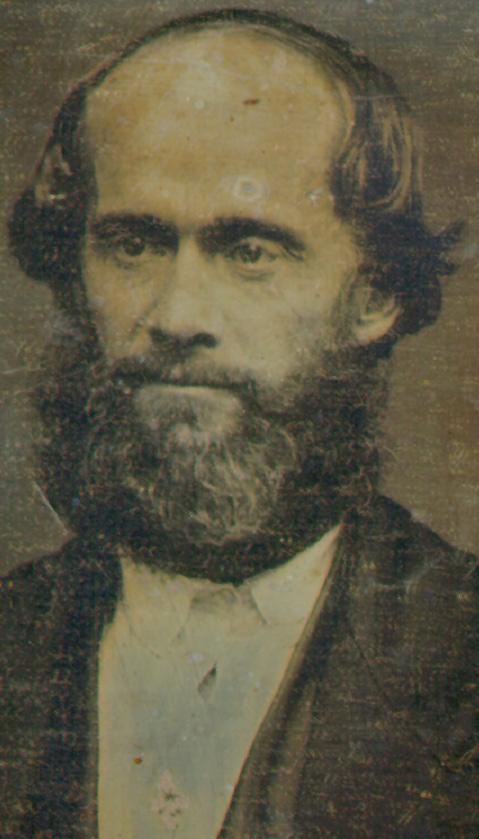
James Strang

Kościół Jezusa Chrystusa Świętych w Dniach Ostatnich (Strangici) – Kościół chrześcijański nawiązujący swymi zasadami do wczesnego Ruchu Świętych w Dniach Ostatnich i uznający za święte pisma: Biblię, Księgę Mormona (wydanie autoryzowane z 1830 r.) oraz Nauki i Przymierza, ale do wydania z roku 1844. Perłę Wielkiej Wartości Kościół ten odrzuca. Cechą charakterystyczną jest uznawanie za proroka Jamesa Stranga, który „był przedłużeniem Josepha Smitha na Ziemi”. Jest on autorem Księgi Prawa Pańskiego (ang. The Book of the Law of the Lord). Ciekawym jest fakt, że zginął on podobną śmiercią jak Joseph Smith. Strangici, jako jedyni z ruchu Świętych w Dniach Ostatnich,  święcą Sabat (dzień sobotni) i w tym dniu odbywają się nabożeństwa. Uznaje się możliwość wyświęcania kobiet na pewne funkcje kapłańskie, praktykuje się chrzest za zmarłych, obdarowanie, podobnie, jak u mormonów sprzed okresu Nauvoo, wierzy się też w małżeństwo na wieczność. W początkowych fazach istnienia Kościoła praktykowano wielożeństwo (np. sam James Strang), choć obecnie jest zakazane.